# 茨城県の観光地

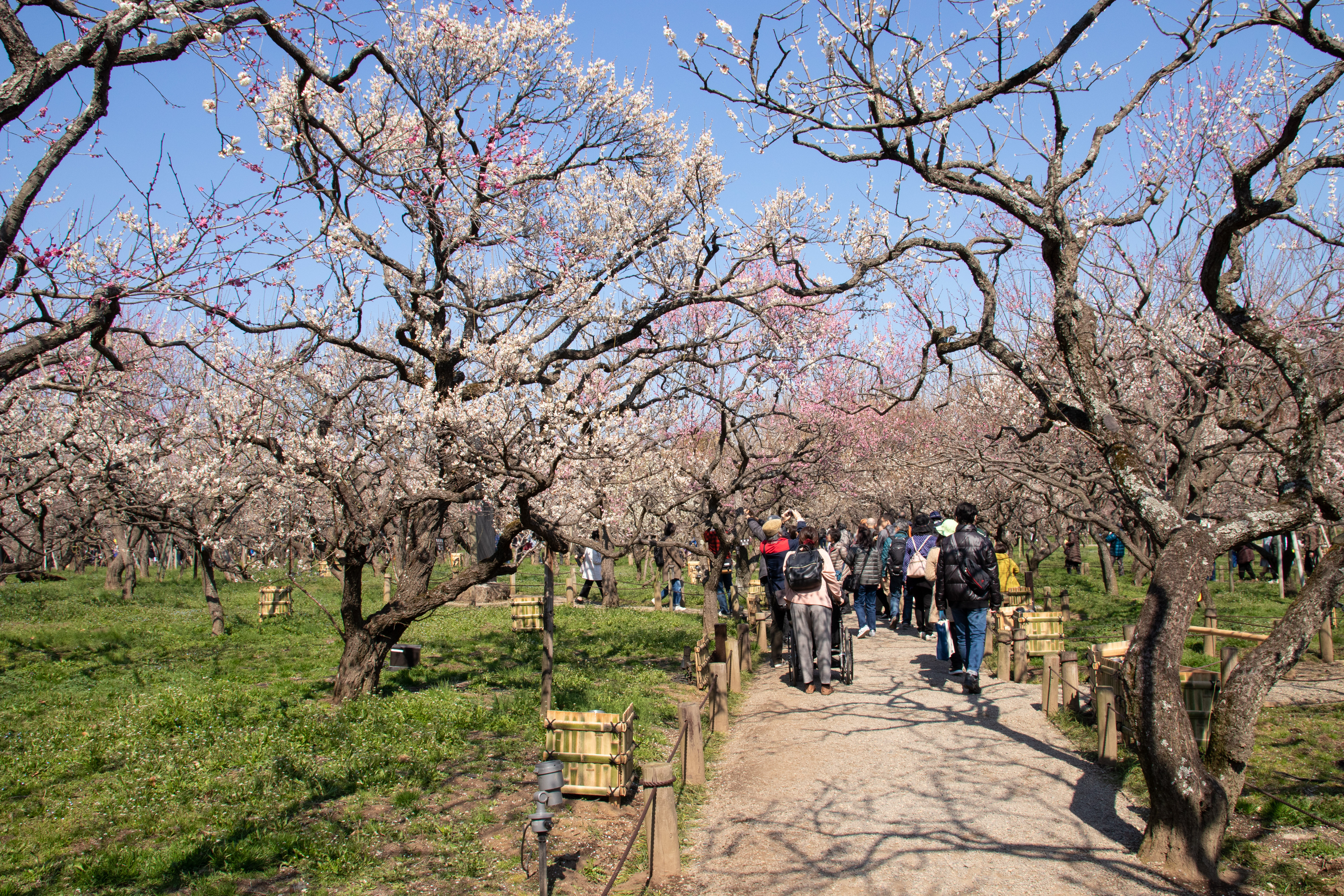
偕楽園

茨城県の観光地（いばらきけんのかんこうち）は、茨城県内の主要な観光地に関する項目である。

## 観光統計

### 市町村別観光入込客数
2022年（令和4年）の入込客数延数。
| 順位 | 市町村名       | 地域 | 入込客数（人） | （参考）2019年入込客数（人） |
| ---- | -------------- | ---- | -------------- | ---------------------------- |
| 1    | 大洗町         | 県央 | 4,012,100      | 4,412,800                    |
| 2    | ひたちなか市   | 県央 | 3,584,600      | 4,367,600                    |
| 3    | 笠間市         | 県央 | 3,333,700      | 3,556,900                    |
| 4    | 阿見町         | 県南 | 2,963,800      | 3,462,600                    |
| 5    | つくば市       | 県南 | 2,746,700      | 4,259,100                    |
| 6    | 水戸市         | 県央 | 2,044,800      | 3,741,700                    |
| 7    | 古河市         | 県西 | 1,731,900      | 2,259,600                    |
| 8    | 鹿嶋市         | 鹿行 | 1,674,400      | 2,678,300                    |
| 9    | 坂東市         | 県西 | 1,664,400      | 696,100                      |
| 10   | 下妻市         | 県西 | 1,448,400      | 1,761,100                    |
| 11   | 日立市         | 県北 | 1,444,400      | 3,028,000                    |
| 12   | 小美玉市       | 県央 | 1,431,400      | 2,030,300                    |
| 13   | 常陸太田市     | 県北 | 1,402,200      | 1,837,900                    |
| 14   | 土浦市         | 県南 | 1,366,000      | 1,738,300                    |
| 15   | 常陸大宮市     | 県北 | 1,241,800      | 1,362,100                    |
| 16   | 石岡市         | 県南 | 1,183,200      | 1,471,600                    |
| 17   | 北茨城市       | 県北 | 1,154,400      | 1,333,000                    |
| 18   | 鉾田市         | 鹿行 | 1,012,600      | 1,121,200                    |
| 19   | 潮来市         | 鹿行 | 974,500        | 1,730,900                    |
| 20   | 大子町         | 県北 | 803,300        | 1,040,800                    |
| 21   | 牛久市         | 県南 | 799,900        | 1,293,600                    |
| 22   | 境町           | 県西 | 709,900        | 679,800                      |
| 23   | 五霞町         | 県西 | 601,200        | 778,400                      |
| 24   | 筑西市         | 県西 | 471,700        | 1,507,700                    |
| 25   | 城里町         | 県央 | 463,900        | 537,700                      |
| 26   | 茨城町         | 県央 | 416,200        | 770,300                      |
| 27   | 行方市         | 鹿行 | 391,500        | 649,300                      |
| 28   | 稲敷市         | 県南 | 377,900        | 478,100                      |
| 29   | 結城市         | 県西 | 374,900        | 532,500                      |
| 30   | 高萩市         | 県北 | 316,500        | 292,700                      |
| 31   | 常総市         | 県南 | 278,800        | 239,100                      |
| 32   | 神栖市         | 鹿行 | 271,200        | 671,100                      |
| 33   | 東海村         | 県央 | 247,400        | 382,800                      |
| 34   | かすみがうら市 | 県南 | 202,500        | 277,300                      |
| 35   | 那珂市         | 県央 | 174,200        | 219,900                      |
| 36   | 桜川市         | 県西 | 163,900        | 341,900                      |
| 37   | 龍ケ崎市       | 県南 | 131,100        | 230,000                      |
| 38   | 取手市         | 県南 | 79,800         | 206,000                      |
| 39   | つくばみらい市 | 県南 | 72,600         | 154,100                      |
| 40   | 美浦村         | 県南 | 65,800         | 93,200                       |
| 41   | 八千代町       | 県西 | 46,100         | 63,300                       |
| 42   | 河内町         | 県南 | 26,400         | データなし                   |
| 43   | 守谷市         | 県南 | 24,200         | 100,800                      |
| 44   | 利根町         | 県南 | 15,000         | 16,000                       |
| 計   | 計             | 計   | 43,941,200     | 58,405,500                   |

### 主要イベント等客数
2022年（令和4年）県内主要イベント等入込客数。
| 順位 | イベント名                             | 市名         | 地域 | 入込客数（人） | （参考）2019年入込客数（人） |
| ---- | -------------------------------------- | ------------ | ---- | -------------- | ---------------------------- |
| 1    | 笠間の菊まつり（笠間稲荷神社）         | 笠間市       | 県央 | 745,000        | 738,000                      |
| 2    | 土浦全国花火競技大会                   | 土浦市       | 県南 | 450,000        | 650,000                      |
| 3    | 石岡のおまつり                         | 石岡市       | 県南 | 415,000        | 503,000                      |
| 4    | 大洗磯前神社初詣                       | 大洗町       | 県央 | 400,000        | 365,000                      |
| 5    | 鹿島神宮初詣                           | 鹿嶋市       | 鹿行 | 400,000        | 700,000                      |
| 6    | 水戸偕楽園花火大会                     | 水戸市       | 県央 | 330,000        |                              |
| 7    | さかいふるさと祭り 利根川大花火大会    | 境町         | 県西 | 300,000        | 250,000                      |
| 8    | 笠間稲荷初詣                           | 笠間市       | 県央 | 240,000        | 820,000                      |
| 9    | 水郷潮来あやめ祭り（水郷潮来あやめ園） | 潮来市       | 鹿行 | 210,000        | 720,000                      |
| 10   | 村松山虚空蔵堂初詣                     | 東海村       | 県央 | 200,000        | 250,000                      |
| 11   | 下館祇園まつり                         | 筑西市       | 県西 | 183,000        | 253,000                      |
| 12   | 筑波山神社初詣                         | つくば市     | 県南 | 160,000        | 220,000                      |
| 13   | 常陸國總社宮初詣                       | 石岡市       | 県南 | 130,000        | 125,000                      |
| 14   | 水戸の梅まつり（偕楽園）               | 水戸市       | 県央 | 125,700        | 510,400                      |
| 15   | 大洗海上花火大会supported by ふるタメ  | 大洗町       | 県央 | 125,000        |                              |
| 16   | ひたちなか祭り                         | ひたちなか市 | 県央 | 120,000        | 135,000                      |
| 17   | いなしき夏まつり花火大会               | 稲敷市       | 県南 | 103,000        | 135,000                      |
| 18   | ちくせい花火大会                       | 筑西市       | 県西 | 100,000        |                              |
|      | 日立さくらまつり                       | 日立市       | 県北 | （不開催）     | 619,000                      |
|      | 笠間の陶炎祭                           | 笠間市       | 県央 |                | 501,000                      |
|      | まつりつくば                           | つくば市     | 県南 | （不開催）     | 470,000                      |
|      | 水戸黄門まつり                         | 水戸市       | 県央 |                | 390,000                      |
|      | ROCK IN JAPAN FESTIVAL                 | ひたちなか市 | 県央 |                | 337,400                      |
|      | 常陸大津の御船祭                       | 北茨城市     | 県北 |                | 200,000                      |

### 海水浴客数
2022年（令和4年）の海水浴客数。
| 順位     | 海水浴場名             | 市町村       | 地域     | 海水浴客数（人）     | （参考）2019年海水浴客数（人） |
| -------- | ---------------------- | ------------ | -------- | -------------------- | ------------------------------ |
| 1        | 大洗サンビーチ海水浴場 | 大洗町       | 県央     | 168,760              | 167,500                        |
| 2        | 阿字ヶ浦海水浴場       | ひたちなか市 | 県央     | 95,510               | 73,547                         |
| 3        | 日川浜海水浴場         | 神栖市       | 鹿行     | 30,801               | 28,050                         |
| 4        | 平井海水浴場           | 鹿嶋市       | 鹿行     | 27,149               | 28,360                         |
| 5        | 大竹海岸鉾田海水浴場   | 鉾田市       | 鹿行     | 26,526               | 20,042                         |
| 6        | 久慈浜海水浴場         | 日立市       | 県北     | 20,097               | 22,116                         |
| 7        | 伊師浜海水浴場         | 日立市       | 県北     | 18,972               | 21,244                         |
| 8        | 平磯海水浴場           | ひたちなか市 | 県央     | 18,597               | 21,452                         |
| 9        | 波崎海水浴場           | 神栖市       | 鹿行     | 18,436               | 21,453                         |
| 10       | 下津海水浴場           | 鹿嶋市       | 鹿行     | 16,217               | 12,690                         |
| 11       | 河原子海水浴場         | 日立市       | 県北     | 7,834                | 11,228                         |
| 12       | 高萩海水浴場           | 高萩市       | 県北     | 7,680                | 5,579                          |
| 13       | 川尻海水浴場           | 日立市       | 県北     | 4,844                | 4,475                          |
| 14       | 水木海水浴場           | 日立市       | 県北     | 2,448                | 3,146                          |
|          | 姥の懐マリンプール     | ひたちなか市 | 県央     |                      | 7,267                          |
|          | 磯原二ツ島海水浴場     | 北茨城市     | 県北     |                      | 5,374                          |
|          | 会瀬海水浴場           | 日立市       | 県北     |                      | 1,764                          |
|          | 大洗海水浴場           | 大洗町       | 県央     | （2021年度以降閉鎖） | 25,800                         |
| 茨城県計 | 茨城県計               | 茨城県計     | 茨城県計 | 463,871              | 481,087                        |

## 対象別

### 文化財等

#### 国の名勝
- 桜川（サクラ）（桜川市）
- 常磐公園（偕楽園）（水戸市）
- 袋田の滝及び生瀬滝（大子町）
- 西山御殿跡（西山荘） （常陸太田市）

- 桜川（サクラ）
- 袋田の滝
- 西山御殿跡（西山荘）

#### 重要伝統的建造物群保存地区
- 真壁（桜川市）

- 真壁

#### 登録記念物
- 岡倉天心旧宅・庭園及び大五浦・小五浦

- 岡倉天心旧宅・庭園及び大五浦・小五浦
（六角堂）

#### 重要文化財・史跡等
特別史跡
- 旧弘道館
- 常陸国分寺跡
- 常陸国分尼寺跡

- 鹿島神宮
- 水戸東照宮
- 旧弘道館

#### 文化施設
博物館・美術館
水族館
- 山方淡水魚館
- アクアワールド・大洗
- かすみがうら市水族館

- ミュージアムパーク茨城県自然博物館
- 水戸芸術館
- アクアワールド・大洗

### 公園等

#### 国立・国定・国営公園
- 国定公園
  - 水郷筑波国定公園
- 国営公園
  - 国営ひたち海浜公園

- 水郷筑波国定公園
（筑波山・霞ヶ浦）
- 国営ひたち海浜公園

#### ラムサール条約登録地域
- 涸沼

- 涸沼

#### 県立自然公園
- 奥久慈県立自然公園
- 花園花貫県立自然公園
- 高鈴県立自然公園
- 太田県立自然公園
- 御前山県立自然公園
- 大洗県立自然公園
- 笠間県立自然公園
- 吾国・愛宕県立自然公園
- 水戸県立自然公園

- 花園花貫県立自然公園

#### 県立都市公園
- 偕楽園（水戸市）
- 弘道館公園（水戸市）
- 大洗公園（大洗町）
- 笠間芸術の森公園（笠間市）
- 港公園（神栖市）
- 鹿島灘海浜公園（鉾田市）
- 大子広域公園（大子町）
- 洞峰公園（つくば市）
- 砂沼広域公園（下妻市）
- 県西総合公園（筑西市）
- 笠松運動公園（ひたちなか市）
- 堀原運動公園（水戸市）
- 東町運動公園（水戸市）

- 洞峰公園
- 笠松運動公園

#### 大型公園・動物園・植物園・遊園地
大型公園
動物園・植物園・遊園地
- 日立市かみね動物園
- 水戸市植物公園
- 筑波実験植物園
- 茨城県植物園
- 国営ひたち海浜公園
- かみね公園

- 千波公園
- 科学万博記念公園
- 日立市かみね動物園
- 水戸市植物公園

#### 恋人の聖地
- 大子ハート・袋田の滝
- ザ・ヒロサワ・シティ

- 袋田の滝

### 祭事・行事
- 水戸の梅まつり
- 潮来祇園祭禮
- 水戸黄門まつり
- 土浦全国花火競技大会
- 常陸國總社宮大祭
- 日立風流物

- 潮来祇園祭禮
- 土浦全国花火競技大会
- 常陸國總社宮大祭
- 日立風流物

## 地域別

### 県北

#### 多賀
- 日立市 - かみね公園・日立市かみね動物園、御岩神社、日立シビックセンター、奥日立きららの里、吉田正音楽記念館、久慈浜海水浴場、平和通り、河原子海水浴場、伊師浜海岸（鵜の岬）、日立風流物、金砂神社磯出大祭礼、河原子海上花火大会
- 高萩市 - 花貫渓谷
- 北茨城市 - 花園神社、五浦海岸・六角堂、茨城県天心記念五浦美術館、北茨城市漁業歴史資料館よう・そろー、野口雨情記念館、磯原二ツ島海水浴場、石岡第一発電所、常陸大津の御船祭

- 伊師浜海岸
（鵜の岬）
- 花貫渓谷の汐見滝吊り橋
- 五浦海岸

#### 那珂・久慈
- 常陸太田市 - 竜神峡・竜神大吊橋、西山荘、青蓮寺、奥久慈男体山、若宮八幡宮、道の駅さとみ
- ひたちなか市 - 国営ひたち海浜公園、酒列磯前神社、那珂湊駅、阿字ヶ浦海水浴場、平磯海水浴場、那珂湊おさかな市場、那珂湊反射炉跡、ROCK IN JAPAN FESTIVAL、かつた祭り
- 常陸大宮市 - やまがたすこやかランド三太の湯、物産センターみわ☆ふるさと館「北斗星」、鷲子山上神社、道の駅常陸大宮、道の駅みわ
- 那珂市 - 茨城県植物園、静峰ふるさと公園
- 東海村 - 村松山虚空蔵堂
- 大子町 - 袋田の滝、袋田温泉、永源寺、大子温泉、奥久慈男体山、外大野のしだれ桜、月待の滝、塩ノ沢温泉、道の駅奥久慈だいご、百段階段でひなまつり

- 竜神峡
- 阿字ヶ浦海水浴場
- 静峰ふるさと公園
- 月待の滝

### 県央
- 水戸市 - 偕楽園、千波湖・千波公園、愛宕神社、弘道館、水戸芸術館、茨城県庁展望ロビー、水戸東照宮、水戸市森林公園、茨城県立歴史館、水戸城址、常磐神社、徳川光圀公像、大串貝塚、茨城県近代美術館、水戸八幡宮、ケーズデンキスタジアム水戸、吉田神社、薬王院、徳川ミュージアム、水戸市植物公園、水戸市水道低区配水塔、茨城県護国神社、水戸の梅まつり、水戸黄門まつり、水戸まちなかフェスティバル、水戸のラーメンまつり、年忘れ那珂川花火大会、夜梅祭
- 笠間市 - 愛宕神社、笠間稲荷神社、笠間芸術の森公園、常陸国出雲大社、北山公園、光明寺、笠間日動美術館・春風萬里荘、茨城県陶芸美術館、笠間つつじ公園、笠間工芸の丘、六所神社、大日堂、笠間ショッピングセンター ポレポレシティ、八重の藤、笠間の陶炎祭、悪態祭り
- 小美玉市 - 希望が丘公園、トキワ園芸農業花木センター、タカノフーズ納豆博物館
- 茨城町 - ポケットファームどきどき、涸沼・涸沼自然公園、大戸のサクラ、ひぬまあじさいまつり、いばらきまつり、小鶴祇園祭
- 大洗町 - アクアワールド・大洗、大洗磯前神社・神磯鳥居、かねふくめんたいパーク大洗、大洗海岸、大洗シーサイドステーション、大洗マリンタワー、潮騒の湯、大洗サンビーチ海水浴場、幕末と明治の博物館、大洗海浜公園、大洗わくわく科学館、大洗駅、大洗春祭り 海楽フェスタ、大洗あんこう祭
- 城里町 - ホロルの湯、御前山、那珂川、ふれあいの里、道の駅かつら

- 千波湖
- 笠間稲荷神社

### 鹿行
- 鹿嶋市 - 鹿島神宮、茨城県立カシマサッカースタジアム、鹿島アントラーズクラブハウスグラウンド、大野潮騒はまなす公園、北浦、鹿島港魚釣園、下津海水浴場、祭頭祭、鹿嶋市花火大会
- 潮来市 - 水郷潮来あやめ園、稲荷山公園、十二橋めぐり、道の駅いたこ、水郷潮来あやめまつり、潮来祇園祭禮
- 神栖市 - 息栖神社、鹿島セントラル天然温泉 美人の湯 ゆの華、波崎海水浴場、港公園、おめこ祭り
- 鉾田市 - 厳島神社、サングリーン旭、鹿島灘海浜公園、大竹海岸鉾田海水浴場
- 行方市 - なめがたファーマーズヴィレッジ、霞ヶ浦、西蓮寺、北浦、霞ヶ浦ふれあいランド、道の駅たまつくり

- 鹿島神宮
- 前川あやめ園
- 港公園
- 霞ヶ浦ふれあいランド

### 県南

#### 土浦・つくば・石岡
- つくば市 - 筑波山（筑波山神社、筑波山ロープウェイ、筑波山ケーブルカー、筑波山梅林など）、iiasつくば、つくばエキスポセンター、つくばわんわんランド、筑波宇宙センター、筑波研究学園都市、サイエンス・スクエアつくば、洞峰公園、豊里ゆかりの森、地図と測量の科学館、科学万博記念公園、筑波実験植物園、茨城県つくば美術館、さくら交通公園、筑波山温泉、中央公園、ノバホール、地質標本館、赤塚公園、つくば牡丹園、五角堂、筑波山梅まつり、筑波山もみじ祭り、まつりつくば
- 土浦市 - 霞ヶ浦、霞ヶ浦総合公園、亀城公園、霞ヶ浦ヨットハーバー、清滝寺、桜川、八坂神社、愛宕神社、土浦キララまつり、土浦全国花火競技大会、土浦カレーフェスティバル
- 石岡市 - 大覚寺、茨城県フラワーパーク、東筑波ユートピア、常陸國總社宮大祭、排禍ばやし
- つくばみらい市 - 板橋不動尊、福岡堰、ワープステーション江戸
- かすみがうら市 - かすみがうら市水族館

- 筑波山神社
- 洞峰公園
- 亀城公園
- 福岡堰

#### 稲敷・北相馬
- 取手市 -
- 牛久市 - 牛久大仏、シャトーカミヤ、牛久自然観察の森
- 龍ケ崎市 - 牛久沼、来迎院、龍ヶ岡公園、龍ケ崎森林公園、たつのこアリーナ、八坂神社、龍ヶ崎の撞舞
- 守谷市 -
- 稲敷市 - 大杉神社、瑞祥院（江上山瑞祥禪院・五百羅漢）、こもれび森のイバライド、横利根閘門
- 阿見町 - あみプレミアム・アウトレット、予科練平和記念館
- 河内町 -
- 美浦村 - 美浦トレーニングセンター
- 利根町 -

- 牛久沼
- シャトーカミヤ
- 大杉神社
- あみプレミアム・アウトレット

### 県西

#### 結城
- 筑西市 - 真岡鐵道（SLもおか）、下館羽黒神社、下館祇園祭、あけのひまわりフェスティバル
- 常総市 - 興正寺、一言主神社、吉野公園、あすなろの里、常総市地域交流センター、いのちを語り継ぐ美術館
- 結城市 - 蔵造りの結城の街並み、結真紬見世蔵、金福寺、結城酒造、中澤商店見世蔵及び主屋
- 桜川市 - 真壁の町並み、雨引観音、上野沼やすらぎの里、桜川のサクラ
- 下妻市 - 薬王寺、筑波サーキット、砂沼、道の駅しもつま
- 八千代町 -

- 真岡鐵道
（SLもおか）
- 一言主神社
- 雨引観音

#### 猿島
- 古河市 - 渡良瀬川、ネーブルパーク、古河総合公園、古河歴史博物館、古河文学館、篆刻美術館、道の駅まくらがの里こが、古河桃まつり
- 坂東市 - ミュージアムパーク茨城県自然博物館、逆井城址、将門まつり
- 五霞町 - 道の駅ごか
- 境町 - 道の駅さかい

- 古河歴史博物館
- 逆井城址